# Кулина-Вода
Кулина-Вода (болг. Кулина вода) — село в Болгарии. Находится в Плевенской области, входит в общину Белене. Население составляет 223 человека.

## Политическая ситуация
В местном кметстве Кулина-Вода, в состав которого входит Кулина-Вода, должность кмета (старосты) исполняет Румен Иванов Георгиев (Граждане за европейское развитие Болгарии (ГЕРБ)) по результатам выборов правления кметства.
Кмет (мэр) общины Белене — Петыр Илиев Дулев (Болгарская социалистическая партия (БСП)) по результатам выборов в правление общины.